# Carayac
Carayac är en kommun i departementet Lot i regionen Occitanien i södra Frankrike. Kommunen ligger i kantonen Cajarc som tillhör arrondissementet Figeac. År 2022 hade Carayac 107 invånare.

## Befolkningsutveckling
Antalet invånare i kommunen Carayac
| Referens: INSEE |